# Calculating Ada: The Countess of computing
Calculating Ada: The Countess of Computing és un documental creat per la BBC, que explica la història d'una de les pioneres del món de la computació: Ada Lovelace. La història és narrada per la doctora Hannah Fry, una matemàtica, autora, presentadora i conferenciant irlandesa molt reconeguda.
Ada Lovelace va ser comtessa de la computació. En aquest documental es fa un recorregut per la curta vida d'aquesta matemàtica. Va ajudar a crear el primer ordinador mecànic i va ser la primera persona a escriure el primer programa informàtic, però va ser refutat per Charles Babbage. Per tant, podríem dir que si Ada hi hagués triomfat la revolució tecnològica podria haver començat a la Gran Bretanya Victoriana.

## La protagonista: Ada Lovelace
La vida d'Ada Lovelace data a la primera meitat del segle xix, en l'època victoriana. El seu pare era el gran poeta anglès, considerat un dels millors i més importants escriptors del romanticisme, d'entre les seves obres destaca "Don Joan", i la seva mare era Anne Isabelle. Després de saber que Byron no li era Fidel Anne Isabella el va abandonar el 1816, després de donar a llum l'única filla legítima del poeta, Augusta Ada. Els rumors sobre les relacions incestuoses de Byron amb la seva germanastra Augusta, els poemes antipatriòtics, l'acusació de sodomia i els dubtes sobre l'estat del seu seny van provocar el seu ostracisme social. Amargat profundament, Byron va abandonar Anglaterra el 1816 i no hi va tornar mai més i no va arribar a exercir com a pare.
La seva mare la va instruir des de la lògica i la ciència i va intentar que no seguís el camí del seu pare, convertir-se en poeta. Això va canviar la seva manera de veure el món, tot ho traduïa a una manera matemàtica o científica. Des de petita va deixar clar que ella volia ser "matemàtica i metafísica". També cal destacar el fet que va passar gran part de la seva infantesa al llit, a causa del xarampió.

## Argument
Hannah traça la unió improbable d'Ada amb el pare d'ordinadors, Charles Babbage. Babbage va dissenyar el primer vapor del món: els ordinadors alimentats, més com tothom sap el motor analític, però era Ada que es va adonar el potencial ple d'aquestes màquines noves. Durant la seva vida, Ada era més famosa per ésser la filla del poeta romàntic Byron. Va ser només amb l'advent d'informàtica moderna que Ada entendre de la seva flexibilitat i va poder ser homologada com a tan veritablement visionari. Hannah explora com l'herència única d'Ada, imaginació poètica i lògica racional, fet l'ha profeta idoni de l'edat digital.

## Localitzacions
Durant el documental, s'inevestiga la vida d'Ada Lovelace des d'una sèrie de localitzacions que van marcar la seva vida:
- Horsely Towers Surrey: La casa on Ada Lovelace va passar la majoria de la seva edat adulta. Quan es va casar amb Lord Lovelace. Allà Ada, l'any 1843, va escriure la primera programació d'ordinador, juntament amb Babbage.
- Science Museum de Londres: On es troba la rèplica d'una part de la màquina de Babbage, que era igual al treball matemàtic de moltes persones. Funciona trencant una gran equació en petites i resolent així només equacions simples. Allà ens trobem a la doctora Tilly Blyth, experta en la màquina.
- Royal Holloway, University of London: On el Dr. Docon Swade, que ens explica les modificacions que va realitzar Babbage dins la seva màquina, i va crear La Ingenieria Analítica, seguint el llegat d'Ada Lovelace.
- Paradise Mill, Macclesfield: On trobem el telar de Jacquard, que funcionava amb un sistema binari, en el que les teles es teixien a través d'un patró de forats establert. Allà Mike Scott, n'explica el funcionament.
- El centre de Londres: Quan ens expliquen la subvenció econòmica que Ada Lovelace va demanar al govern per tal d'elaborar la seva màquina i el que realment va acabar obtenint.
- Epsom Downs Racecourse, Surrey: On ens explica que Ada Lovelace va començar a apostar a les curses de cavalls per tal d'aconseguir diners pels seus projectes.[2]

## Producció
La producció de documental va estar a càrrec de la BBC, sota la direcció de Nat Sharman i la presentadora Hannah Fry. La producció va culminar amb la seva estrena el 17 de setembre de 2015. L'idioma de la versió original és l'anglès britànic.
Dins del documental però consta de la participació d'experts en el tema en qüestió com ara: La doctora Tilly Blyth, al museu de Londres, on ens explica el funcionament de la màquina de Babbage o bé Dr. Docon Swade, professor de la Universitat de Londres que ens explicarà el funcionament de la segona màquina de Babbage.

## La narradora: Hannah Fry
Hannah Fry (1983) és la narradora d'aquest documental. Hannah Fry és una matemàtica, autora, conferenciant i presentadora de ràdio i televisió irlandesa. Els seus estudis engloben des dels comportaments humans, en relacions, i com la matemàtica es pot aplicar a aquests. Va anar a la Universitat de Londres (University College London) i l'any 2011 va ser guanyadora amb el seu treball de final de grau en fluids dinàmics per la UCL.